# 1-ドデセン
1-ドデセン(1-Dodecene)は、C10H21CH=CH2という分子式を持つアルケンであり、末端に二重結合を持つ12個の炭素の鎖から構成される。ドデセンには、二重結合の位置により多くの異性体が存在するが、この異性体は特に商業的な重要性が高い。α-オレフィンに分類されるが、α-オレフィンは二重結合がα位の炭素原子に位置する。この二重結合の位置は、化合物の反応性を向上させ、様々な応用、特に洗剤の製造において有益なものとしている。消防法による第4類危険物 第3石油類に該当する。

## 製造と反応
1-ドデセンの通常の製法は、チーグラーのエチレン鎖成長法である。この方法には、2つの重要な要素がある。エチレン鎖の成長と置換である。エチレン鎖の成長は、触媒からの3つのアルキル基それぞれへの段階的な付加によって生じる。置換は、エチレン鎖が成長してα-オレフィンを生成した後に生じる。